# スターどっきん学園
『スターどっきん学園』（スターどっきんがくえん）は、1989年7月4日から同年9月19日までテレビ東京系列で放送されていたテレビ東京製作のバラエティ番組である。全9回。放送時間は毎週火曜 19:00 - 19:30 （日本標準時）。
前番組『スター課外授業』のリニューアル版で、司会も同様に吉村明宏と山瀬まみが務めていた。

## サブタイトル
1. 野沢直子が困った
2. 初公開 ものまね対決 ビジーフォー VS 生徒
3. 生徒㊙オマセ告白にウー西村知美＆山瀬
4. ひょうきんアイドル佐野量子 VS 小学生
5. B21スペシャル先生夏休み教室大さわぎ
6. 夏休み・九州特別わんぱく教室
7. エッ・清水ミチコがピアノで音楽の先生
8. 教室は大ウケ大さわぎ
9. 先生も生徒も大ノリ！サブロー・シロー